# 영양군의 행정 구역
영양군의 행정 구역은 1읍 5면으로 구성되어 있다. 영양군의 면적은 815.10km2이며, 인구는 2009년 12월 31일을 기준으로 8,495세대, 18,666명이다.

## 행정 구역
| 읍면   | 한자   | 면적   | 세대  | 인구  | 법정리 |
| ------ | ------ | ------ | ----- | ----- | --- |
| 영양읍 | 英陽邑 | 130.84 | 3,302 | 7,956 | 감천리(甘川里), 기산리(岐山里), 대천리(大川里), 동부리(東部里), 무창리(茂蒼里), 무학리(舞鶴里), 삼지리(三池里), 상원리(上元里), 서부리(西部里), 양구리(羊邱里), 전곡리(前谷里), 하원리(下院里), 현리(縣里), 화천리(化川里), 황룡리(黃龍里) |
| 입암면 | 立岩面 | 79.06  | 1,222 | 2,565 | 교리(橋里), 금학리(琴鶴里), 노달리(老達里), 대천리(大泉里), 방전리(方田里), 병옥리(屛玉里), 산해리(山海里), 삼산리(三山里), 신구리(新邱里), 신사리(新泗里), 양항리(良項里), 연당리(蓮塘里), 흥구리(興邱里)                                 |
| 청기면 | 靑杞面 | 140.01 | 961   | 1,920 | 구매리(九梅里), 기포리(幾浦里), 당리(唐里), 무진리(無盡里), 사리(寺里), 산운리(山雲里), 상청리(上靑里), 저리(苧里), 정족리(正足里), 청기리(靑杞里), 토곡리(土谷里), 토구리(土邱里), 행화리(杏花里)                                         |
| 일월면 | 日月面 | 125.60 | 904   | 1,920 | 가곡리(佳谷里), 가천리(佳川里), 곡강리(曲江里), 도계리(道溪里), 도곡리(道谷里), 문암리(門岩里), 섬촌리(剡村里), 오리리(梧里里), 용화리(龍化里), 주곡리(注谷里), 칠성리(七星里)                                                             |
| 수비면 | 首比面 | 217.56 | 951   | 1,955 | 발리리(發里里), 계리(桂里), 오기리(五基里), 신원리(新院里), 수하리(水下里), 신암리(新岩里), 죽파리(竹坡里), 송하리(松下里), 본신리(本新里)                                                                                                 |
| 석보면 | 石保面 | 122.03 | 1,155 | 2,350 | 원리리(院里里), 지경리(地境里), 옥계리(玉溪里), 소계리(素溪里), 답곡리(畓谷里), 신평리(新坪里), 택전리(宅田里), 화매리(花梅里), 포산리(葡山里), 삼의리(三宜里), 요원리(腰院里), 홍계리(洪溪里), 주남리(周南里)                             |

## 역사
- 신라 초 고은(古隱)
- 고구려 장수왕 때는 고구려 땅이었다.
- 신라 말 영양
- 1018년(고려 현종 9년) 예주부(영해)에 편속
- 1179년(고려 명종 9년) 영양현 신설, 별호 익양이라 함
- 1413년(조선 태종 13년) 영해부 편속
- 1683년(조선 숙종 9년) 영양현 복현
- 1895년 음력 윤5월 1일 안동부 영양군[2]
- 1896년 8월 4일 경상북도 영양군[3]
- 1914년 4월 1일 진보군 북면(현 입암면 일부), 동면(현 석보면 일부)을 영양군에 편입하였다.[4][5](6면)

| 경상북도령 제2호 |             |                                                                                |
| 구 행정구역 | 신 행정구역 | 신 행정구역                                                                    |
| 영양군 읍내면(邑內面) 감천동/(남면)지평동/하풍동, 동부동 일부/서부동 일부/(동면)연지동 일부, 서부동 일부/동부도유일부/현동 일부, 전곡동/영곡동/기곡동, 양평동/현동 일부, 황룡기 | 영양면      | 감천동, 동부동, 서부동, 전곡동, 현동, 황룡동                                   |
| 영양군 동면(東面) 선당동/문양동/고월동/대천동/옥산동, 지무동/창하동/창상동 일부/사천동 일부, 대학동/자무동, 사평동/원하동 일부/연지동 일부, 수월동/원상동/원중동/(북초면)곡강동 일부, 원당동/문현동/원하동 일부, 세천동/화진동/사천동 일부 | 영양면      | 대천동, 무창동, 무학동, 삼지동, 상원동, 하원동, 화천동                         |
| 영양군 남면(南面) 학산동/금대동, 대거리/자암동/천곡동/늑구동, 탑구동/신상동/신하동/양기동 일부, 신촌동/서야동/사천동, 장항동/양기동 일부, 주역동/입암동/(진보군 북면)부동/연당동 | 입암면      | 금학동, 대천동, 신구동, 신사동, 양항동, 연당동                                 |
| 진보군 북면(北面) 교동, 노달동, 방전동/흥구동 일부/(하리면)월전동 일부, 병옥동, 문해동/춘감동/신천동/주파동/삼산동 일부/(안동군 임동면)동삼리, 삼산동 일부, 흥구동 일부 | 입암면      | 교동, 노달동, 방전동, 병옥동, 산해동, 삼산동, 흥구동                           |
| 영양군 수비면(首比面) 계동/사탄동, 발리/화낭동, 수하동, 안암동/신천동, 신원동, 오로동/광석동/삼계동/신기동/우천동 | 수비면      | 계동, 발리동, 수하동, 신암동, 신원동, 오기동                                   |
| 영양군 북초면(北初面) 기아동/장파동 일부, 송정동/개하동 일부, 죽입동/장파동 일부/개하동 일부, 개상동/개중동/재인구 일부, 당진동/당상동 일부/곡강동 일부/당하동 일부/(북이면)감북동 일부, 당중동/무등곡, 문하동/문상동 일부, 재인구 일부/당하동 일부, 오리현, 용화동, 와구동/덕봉동/문상동 일부                                                | 수비면      | 기산동, 송하동, 죽파동                                                         |
| 영양군 북초면(北初面) 기아동/장파동 일부, 송정동/개하동 일부, 죽입동/장파동 일부/개하동 일부, 개상동/개중동/재인구 일부, 당진동/당상동 일부/곡강동 일부/당하동 일부/(북이면)감북동 일부, 당중동/무등곡, 문하동/문상동 일부, 재인구 일부/당하동 일부, 오리현, 용화동, 와구동/덕봉동/문상동 일부                                                | 일월면      | 가천동, 곡강동, 도계동, 문암동, 섬촌동, 오리동, 용화동, 칠성동                 |
| 영양군 북이면(北二面) 토점동/하부곡/주곡동 일부, 상부곡/도곡, 감북동 일부/주곡동 일부 | 일월면      | 가곡동, 도곡동, 주곡동                                                         |
| 영양군 청초면(靑初面) 여미동/발매동/구통동, 소청동 일부/소상동 일부/장평동 일부, 소청동 일부/저동, 나방동/포암동/정족동 일부/토구동 일부/(청이면)산운동 일부, 장평동 일부/청기동, 토현동/압곡동/소상동 일부/정족동 일부, 토구동 일부/(청이면)사동 일부                                                                                        | 청기면      | 구매동, 상청동, 저동, 정족동, 청기동, 토곡동, 토구동                           |
| 영양군 청이면(靑二面) 기포동/포두동, 당동 일부, 기상동/무진동, 사동 일부, 산운동 일부, 행상동/행하동/당동 일부 | 청기면      | 기포동, 당동, 무진동, 사동, 산운동, 행화동                                     |
| 영양군 석보면(石保面) 답상동/답중동/답하동 일부/건평동 일부, 소계동 일부/역리 일부/원리동 일부, 소계동 일부, 점리/신촌동/건평동 일부/답하동 일부, 양구동/(동면)창상동 일부, 요원동 일부/남곡동 일부, 인지동 일부/답하동 일부/원리동 일부, 주사동/남곡동 일부/인지동 일부/원리동 일부/다인동 일부, 지경동/원리동 일부, 양구동 일부/다인동 일부 | 석보면      | 답곡동, 북계동, 소계동, 신평동, 양구동, 요원동, 원리동, 주남동, 지경동, 홍계동 |
| 진보군 동면(東面) 삼의동/화매동 일부/(영양군 석보면)요원동 일부, 포산동/화매동 일부, 택전동/화매동 일부, 화매동 일부 | 석보면      | 삼의동, 포산동, 택전동, 화매동                                                 |
- 1950년 한국 전쟁 때 잠시 조선민주주의인민공화국에 내준 적이 있었다.
- 1963년 1월 1일 울진군 온정면 본신리를 수비면에 편입하였다.
- 1979년 5월 1일 영양면을 영양읍으로 승격하였다.[6] (1읍 5면)
- 1987년 7월 1일 석보면 양구동, 수비면 기산동을 영양읍에, 입암면 방전동 일부를 석보면에 편입하고, 석보면 북계동을 옥계동으로 개칭하였다.
- 1994년 12월 26일 울진군 서면 왕피리 일부를 수비면 신암리에 편입하였다.
- 2003년 8월 5일 청기면 당동출장소를 당리출장소로 개칭하였다.